# Bad Heilbrunn
Bad Heilbrunn es un municipio situado en el distrito de Bad Tölz-Wolfratshausen, en el estado federado de Baviera (Alemania), con una población a finales de 2016 de unos 3970 habitantes.
Se encuentra ubicado al sur del estado, en la región de Alta Baviera, cerca de la frontera con Austria. 